# Libnotes (Paralibnotes) bidentoides
Libnotes (Paralibnotes) bidentoides is een tweevleugelige uit de familie steltmuggen (Limoniidae). De soort komt voor in het Australaziatisch gebied.